# (12574) LONEOS
(12574) LONEOS est un astéroïde de la ceinture principale.

## Description
(12574) LONEOS est un astéroïde de la ceinture principale. Il fut découvert le 4 septembre 1999 à Fountain Hills par Charles W. Juels. Il présente une orbite caractérisée par un demi-grand axe de 2,69 UA, une excentricité de 0,09 et une inclinaison de 11,0° par rapport à l'écliptique.

## Compléments